# Rag'n'Bone Man
Rag'n'Bone Man, nome artístico de Rory Charles Graham (Uckfield, East Sussex, 29 de Janeiro de 1985) é um cantor e compositor britânico.
Seu hit Human, lançado como single em 2016, atingiu o topo das paradas em diversos países, como Áustria, Alemanha, Bélgica e Suíça.
Se arriscando no cenário musical desde 2012, Rag'n'Bone Man já possui uma série de EPs (disponíveis no Spotify), trabalhando com nomes do hip hop e até o produtor de “Bad Blood” do Bastille.

## Discografia

### Álbuns de Estúdio
| Álbum | Detalhes                                                                                  | Desempenho nas Paradas Musicais | Desempenho nas Paradas Musicais | Desempenho nas Paradas Musicais | Desempenho nas Paradas Musicais | Desempenho nas Paradas Musicais | Desempenho nas Paradas Musicais | Desempenho nas Paradas Musicais | Desempenho nas Paradas Musicais | Desempenho nas Paradas Musicais  | Desempenho nas Paradas Musicais | Desempenho nas Paradas Musicais | Desempenho nas Paradas Musicais | Certificações                                                   |
| Álbum | Detalhes                                                                                  | UK Albums Chart                 | ARIA Charts                     | Ö3 Austria Top 40               | Ultratop (Fl)                   | Canadian Albums Chart           | SNEP                            | GfK Entertainment Charts        | MegaCharts                      | Official New Zealand Music Chart | Sverigetopplistan               | Swiss Hitparade                 | Billboard 200                   | Certificações                                                   |
| ----- | ----------------------------------------------------------------------------------------- | ------------------------------- | ------------------------------- | ------------------------------- | ------------------------------- | ------------------------------- | ------------------------------- | ------------------------------- | ------------------------------- | -------------------------------- | ------------------------------- | ------------------------------- | ------------------------------- | --------------------------------------------------------------- |
| Human | - Lançamento: 10 de Fevereiro de 2017 - Selo: Columbia - Formato(s): Digital download, CD | 1                               | 3                               | 4                               | 1                               | 9                               | 1                               | 2                               | 1                               | 3                                | 13                              | 1                               | 117                             | - BPI: 2× platina - BVMI: ouro - IFPI SWI: ouro - SNEP: platina |

## Prêmios e Indicações
| Ano  | Prêmio      | Categoria                 | Resultado | Ref.   |
| ---- | ----------- | ------------------------- | --------- | ------ |
| 2017 | Brit Awards | British Breakthrough Act  | Venceu    | [ 21 ] |
| 2017 | Brit Awards | Critics' Choice Award     | Venceu    | [ 21 ] |
| 2017 | Echo Awards | International Newcomer    | Venceu    | [ 22 ] |
| 2017 | Echo Awards | International Male Artist | Venceu    | [ 22 ] |